# Molopopterus velox
Molopopterus velox är en insektsart som beskrevs av Albert Vayssière 1930. Molopopterus velox ingår i släktet Molopopterus och familjen dvärgstritar. Inga underarter finns listade i Catalogue of Life.